# ギルギット
ギルギット（ウルドゥー語: گلگت, 英語: Gilgit）は、パキスタンのギルギット・バルティスタンの首府である。

## 概要
ギルギットは、カラコルム山脈に囲まれた北方地域の中心都市である。市街地の近くにはインダス川上流の「ギルギット川」が流れる。パキスタン有数の高山地帯にあり飛行場もあることから、フンザ地区の入り口として外国人の観光客が訪れるようになってきている。
ギルギットは「カシミール問題」の地域にもあたる。2020年11月1日にパキスタンのイムラン・カーン首相がギルギットにてギルギット・バルティスタンを地域から準州へ格上げすることを表明したが、これには憲法改正を要し、同じく領有権を主張するインドは反発した。

## 交通
イスラマバードからは空路、イスラマバード隣接のラーワルピンディーからは陸路バスで行くことが可能。中国の新疆ウイグル自治区からもカラコルムハイウェイを経由するバスの便（乗り換えあり）がある。

## 治安
2013年6月23日、ギルギット・バルチスタン地域の山麓で宿泊していた外国人旅行者が襲撃され、外国人9名が殺害される事件が発生した。その後、パキスタン・ターリバーン運動（TTP）など複数の過激派組織が犯行声明を出している。声明の中で、今後も外国人を襲撃対象とすると述べており、今後も同様の事件の発生が懸念されることから、外務省はギルギット・バルチスタン地域への渡航延期を勧告している。

## 姉妹都市
- カシュガル市、中国 2009年